# Likhu (Dolpa)
Likhu (nep. लिकू) – gaun wikas samiti w zachodniej części Nepalu w strefie Karnali w dystrykcie Dolpa. Według nepalskiego spisu powszechnego z 2001 roku liczył on 326 gospodarstw domowych i 1796 mieszkańców (903 kobiet i 893 mężczyzn).